# Australisch-estnische Beziehungen
Australisch-estnische Beziehungen wurden im Jahr 1921 aufgenommen und endeten mit der Besetzung des Landes durch die Wehrmacht im Jahr 1940. Neue bilateriale Beziehungen zwischen Estland und Australien bestehen seit dem 21. November 1991.

## Geschichte
Australien erkannte Estland als Staat am 22. September 1921 an, nachdem es in den Völkerbund aufgenommen worden war. Vertreten wurde Estland in Australien in den Jahren von 1919 bis 1935 durch das finnische Honorarkonsulat in Sydney. 1935 errichtete Estland ein eigenes Honorarkonsulat in Australien. Dieses Konsulat endete im Jahr 1940 durch die Besetzung entsprechend dem Deutsch-sowjetischen Nichtangriffspakt, durch die Sowjetunion. Es wird berichtet, dass die Aufgaben, die estnische Konsulat wahrgenommen hatte, an das schwedische Konsulat übergeben wurden. Derartige Beziehungen waren nach der Besetzung durch die Sowjetunion als eigenstaatliche diplomatische Beziehungen Estlands nicht mehr möglich. Im Juni 1941 besetzten Truppen der Wehrmacht das Baltikum, darunter auch Estland. In den Jahren 1944/45 drängte die Rote Armee die deutschen Truppen zurück und die Sowjetunion besetzte Estland. Erst nach dem Ende der Sowjetunion konnte sich Estland wieder als Staat konstituieren und diplomatische Beziehungen zwischen Estland und Australien wurden erstmals ab dem 21. November 1991 wieder aufgenommen.
Die estnische Botschaft in Australien wurde im Februar 2015 in Canberra eröffnet. Der estnische Botschafter Andres Unga in Australien ist ebenso für Neuseeland akkreditiert. Es gibt estnische Honorarkonsulate in Perth, Brisbane, Hobart und Adelaide. Für Visaangelegenheit von Esten ohne Wohnsitz in ihrem Land ist die Australische Botschaft in Berlin zuständig.
Die australische Diplomatie wird in Estland durch die australische Botschaft in Stockholm vertreten, sie betreibt ein Honorarkonsulat in der estnischen Hauptstadt Tallinn. Mati Peekma ist der dortige Honorarkonsul.

## Politische Beziehungen

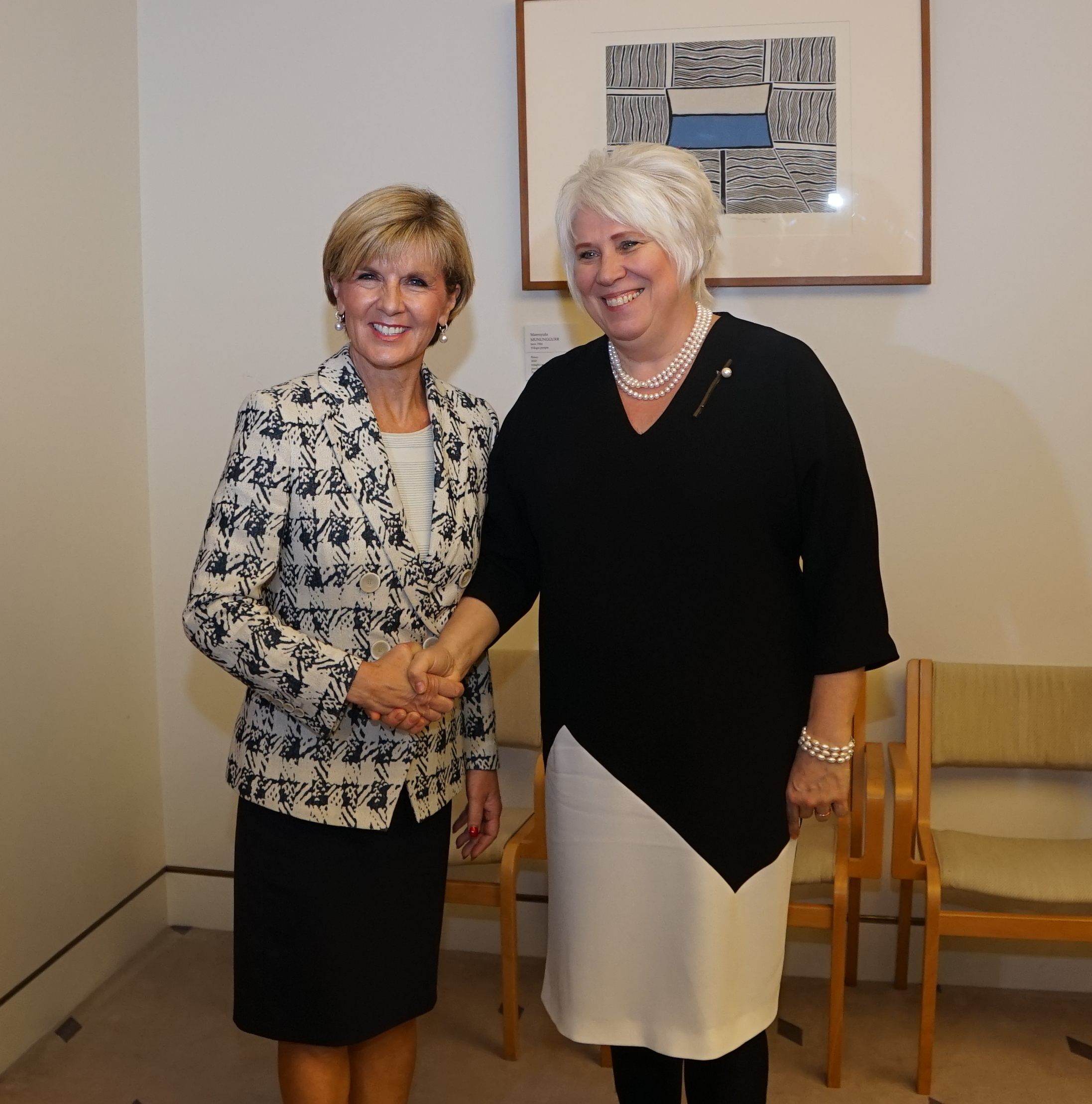
Australische Außenministerin Julie Bishop (links) mit der estnischen Außenministerin Marina Kaljurand während des estnischen Staatsbesuchs in Australien im Februar 2016

Im Juli 1998 besuchte der damalige estnische Ministerpräsident Mart Siimann Australien. Den Gegenbesuch statte eine australische Delegation, geführt vom Senator Sue West, in Tallinn im Oktober 1999 ab. Der frühere australische Außenminister Stephen Smith besuchte Estland reiste zu einer Konferenz der Kräfte der ISAF, die in Tallinn im April 2010 abgehalten wurde. Der frühere Außenminister Estlands Urmas Paet kam im November 2011 nach Australien. Die estnische Außenministerin Marina Kaljurand reiste anlässlich der Eröffnung des estnischen Botschaftsgebäudes im Februar 2016 nach Canberra.

## Wirtschaftliche Beziehungen
Die wirtschaftlichen Beziehungen zwischen beiden Ländern sind von geringer Bedeutung. Die Gesamtsumme im Zeitraum von 2013 bis 2014 betrug AUD 60 Millionen, von 2014 bis 2015 waren es AUD 51 Millionen. Australien exportierte Waren im Zeitraum 2014/2015 im Wert von AUD 5 Millionen, vor allem Goldmünzen, Geldtransfer und Zusatzstoffe für Mineralöle. Estland exportierte im gleichen Zeitraum, vor allem Holz und Analyse- und Messinstrumente, im Wert von AUD 46 Millionen.

## Staatsverträge
Australien unterzeichnete mit Estland eine Übereinkunft auf Gegenseitigkeit, in Australien Working Holiday Maker genannt, die im Mai 2005 in Kraft trat. Damit können junge Menschen beider Länder zwischen 18 und 30 Jahren für zwölf Monate in Australien oder Estland verweilen und arbeiten.
Im September 2015 schlossen Australien und Estland einen Vertrag zur sozialen Absicherung von Personen aus dem jeweiligen Land, die entweder in Australien oder in Estland leben und arbeiten.

## Migration
Australien hat nach der Volkszählung von 2011 mit 8550 Esten die sechstgrößte estnische Minderheiten außerhalb Estlands, nach Finnland, Russland, Schweden, Kanada und den USA.

## Kultur und Bildung
Es gibt Beziehungen und Projekte zwischen Australien und Estland wie zum Beispiel der Estonian Business School mit der Monash University.
Im Jahr 1853 kamen erste Esten nach Australien und die erste estnische Gemeinschaft in Australien wurde 1914 in Melbourne gegründet. Nach der sowjetischen Übernahme Estlands emigrierten einige estnische Flüchtlinge nach Australien, die ihre estnische Kultur nach Australien brachten. Wegen der vielen Esten, die in den australischen Großstädten Sydney, Adelaide und Melbourne leben, wurden Kulturhäuser eröffnet, die sogenannten Estonian Houses. Abweichend hiervon nennt sich das Haus in Adelaide Estonian Cultural Centre.
Estnische Kultur ist in Australien durch estnische Künstler vertreten, wie dem Estonian Philharmonic Chamber Choir oder den Komponisten Arvo Pärt. Arvo Volmer war lange Zeit der Chefdirigent des Adelaide Symphony Orchestra. Estnische Archive existieren in Sydney seit 1952. Sie bewahren die meisten Werke der estnischen Literatur auf, die außerhalb Estlands seit dem Zweiten Weltkrieg publiziert wurden.